# Lake City (Dakota del Sud)
Lake City è un comune degli Stati Uniti d'America, situato in Dakota del Sud, nella contea di Marshall.